# Krasnoščëkovskij rajon
Il Krasnoščëkovskij rajon (in russo Краснощёковский район?) è un rajon del kraj dell'Altaj, nella Russia asiatica.